# Miljanići (bratstvo)
Miljanići, snažno i poznato crnogorsko bratstvo, naseljeno u selima Dubočke (s Milovićima), Muževice, Miljanići i varošici Velimlje. Sredinom 15.vijeka naseljavaju Banjane iz Velestova, porijeklom od bratstva Stanojevića iz plemena Ozrinići, čiji je osnivač poznat u Crnogorskim predanjima kao Ozro (Ozrihna). Pripadaju starom crnogorskom plemenu Banjani, koje se prostire zapadno od Nikšića, prema Trebinju. Banjane su nekada držali Mataruge, plemena nepoznatog porijekla. Veoma su brojni, s oko 500 porodica u CG, i još najmanje 1000 rasipanih širom svijeta, napose u Hrvatskoj, u mjestima Mihanići kod Dubrovnika,u Škabrnji kod Zadra, u Kruševu kod Obrovca, u Golubiću kod Knina, u Pisarovini kod Zagreba, u Hercegovini (ogranak Ignjatovići), Miljanići u Nevesinju, Vojvodini, SAD, Kanadi, Argentini, Australiji. Obitelji Nikšić i Mojkovac ogranak su Miljanića iz sela Miljanića. Dio Stanojevića, poznati kao Vučinići živi u Jabukama kod Nikšiča. Postoje još tri bratstva Vučinić koja se ne smiju pobrkati, jedno je iz plemena Pipera, drugi su iz Cerova i treći Đuričkovići iz Đuričkovića. Grana Isović je iz Bileće i Vlainje, u Bijelom Polju i Ulcinju poznatije kao Usovići.